# Eriphyle

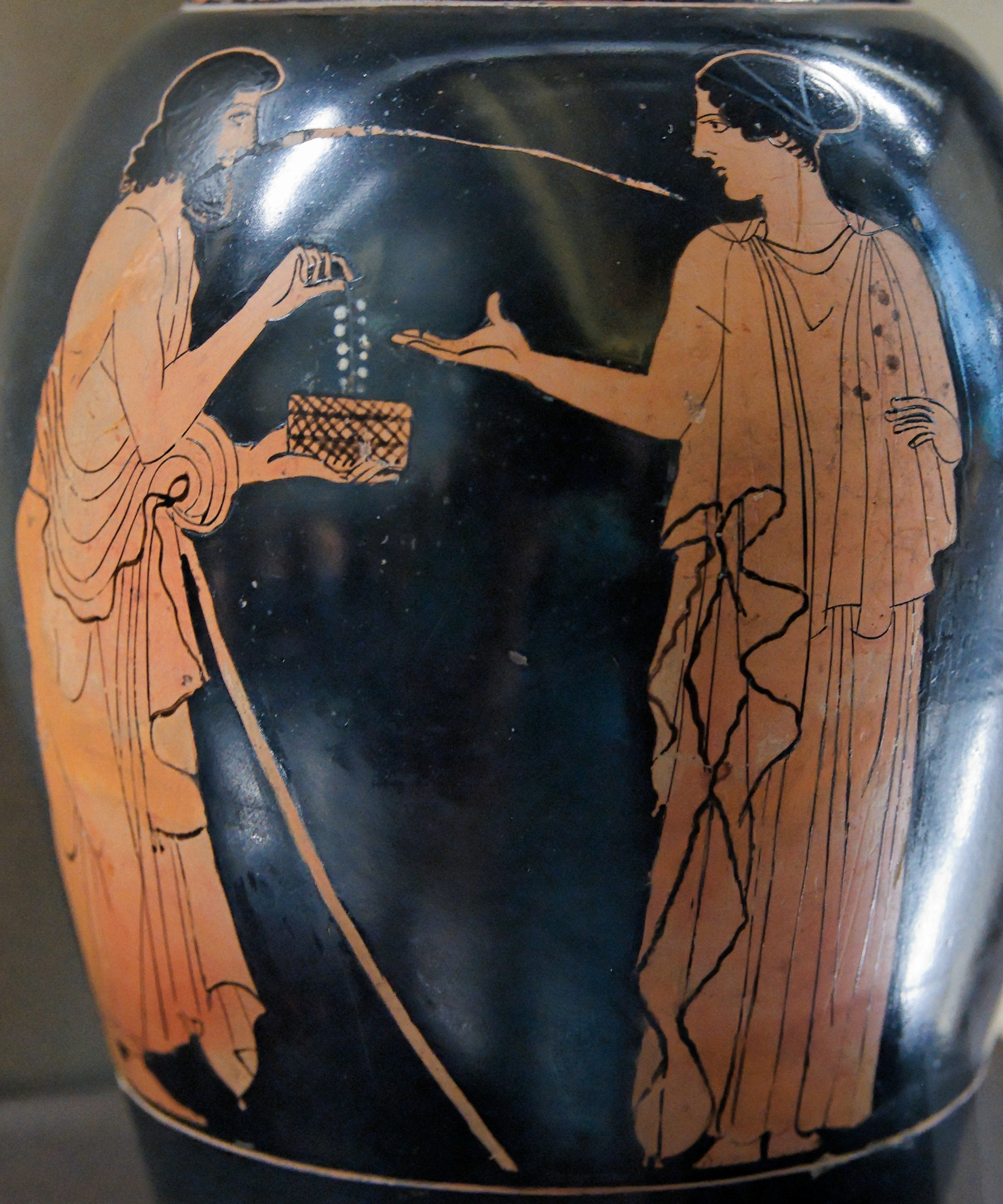
Eriphyle erhält von Polyneikes das Halsband der Harmonia. Attisch-rotfigurige Oinochoe, ca. 450–440 v. Chr.

Eriphyle (altgriechisch Ἐριφύλη Eriphýlē) ist in der griechischen Mythologie die Tochter des Talaos und der Lysimache sowie die Gemahlin des Sehers Amphiaraos. Sie wird Mutter zweier Söhne, Alkmaion und Amphilochos, sowie zweier Töchter, Demonassa und Eurydike.
Eriphyle überredete ihren Gemahl, an dem von ihrem Bruder Adrastos geführten Zug der Sieben gegen Theben teilzunehmen, nachdem sie von Polyneikes mit dem Halsband der Harmonia bestochen worden war. Bei diesem Feldzug fand Amphiaraos den Tod. Nachdem ihr Sohn Alkmaion herausgefunden hatte, dass sein Vater wegen Eriphyle an der Schlacht teilgenommen hatte, tötete er sie.